# Magdalena de Lorenzo de Médici
Magdalena de Lorenzo de Médici, (Florencia, 25 de julio de 1473 - Roma, 2 de diciembre de 1519) fue hija de Lorenzo el Magnífico y Clarisa Orsini.

## Biografía
Fue bautizada con el nombre de Maria Maddalena Romola y creció bajo el alero de la cultura humanista junto a sus hermanas y hermanos, con tutores de la talla de Angelo Poliziano.
El 25 de febrero de 1487 se casó en Roma con Francisco, conocido como Franceschetto Cybo, Conde de Ferentillo y quien era el hijo ilegítimo del Papa Inocencio VIII. Esta unión era de mucho prestigio para la rica familia Médici.
Desde entonces vivió en Roma, pero tras la muerte de su padre en 1492 se trasladó también en Toscana y en Liguria, alternando periódicamente su residencia.
Volvió a establecerse en Roma principalmente después que su hermano fue elegido nombrado Papa León X y allí murió en 1519 siendo sepultada en la Basílica de San Pedro de la Ciudad del Vaticano.

## Matrimonio e hijos
De la unión con Franceschetto Cybo nacieron siete hijos:
- Lucrecia, 1489 - 1492;
- Clarisa, 1490 - 1492 nacida deforme y muerta en la infancia;
- Inocencio (Innocenzo), 1491 - 1550, Cardenal;
- Lorenzo, 1500 - 1549, Duque de Ferentillo, casado con Ricarda Malaspina;
- Catalina, (1501 - 1557), casada con el Duque de Camerino;
- Hipólita (1503 - 1562);
- Juan Bautista, (1505 - 1550).